# Bruce Willis
Walter Bruce Willis (Idar-Oberstein, 19 marzo 1955) è un attore e cantante statunitense.
Dopo essersi affermato nel telefilm Moonlighting (1985-1989), ha raggiunto piena notorietà interpretando il poliziotto John McClane nella serie cinematografica Die Hard, che lo ha reso una delle più popolari star del cinema d'azione di sempre.
Oltre a Die Hard i suoi ruoli più famosi includono quelli nei film L'ultimo boy scout (1991), Pulp Fiction (1994), L'esercito delle 12 scimmie (1995), Il quinto elemento (1997), Armageddon - Giudizio finale (1998), The Sixth Sense - Il sesto senso (1999), Unbreakable - Il predestinato (2000), FBI: Protezione testimoni (2000), L'ultima alba (2003), Sin City (2005), Slevin - Patto criminale (2006), la serie di film I mercenari (2010), Red (2010), Looper (2012), Glass (2019).
I film con Willis hanno incassato tra 2,64 e 3,05 miliardi di dollari al botteghino nordamericano e oltre 7 miliardi in tutto il mondo, rendendolo nel 2010 l'ottavo attore con il maggior incasso. Quelli con Bruce Willis protagonista hanno incassato nel mondo oltre 5 miliardi di dollari.
Nel 1999, subito dopo il successo planetario di Armageddon - Giudizio finale, che risulta il film più visto del 1998, ha raggiunto l'apice della carriera, ricevendo il plauso unanime della critica per la sua interpretazione nel film horror The Sixth Sense - Il sesto senso, che è risultato anche il suo film con il maggiore incasso in assoluto, nonché uno dei più grandi incassi della storia del cinema.
Bruce Willis è anche noto per il passato matrimonio con un'altra superstar hollywoodiana, Demi Moore, considerata una delle più grandi sex symbol degli anni novanta.

## Biografia

### Primi anni
Bruce Willis nasce a Idar-Oberstein, in una base militare americana nella Germania Ovest.
I suoi genitori, David Willis, soldato statunitense, e Marlene, casalinga di Kassel, si separarono quando aveva sedici anni. Willis ha due fratelli, Robert (1959-2001, morto per un cancro al pancreas) e David (oggi produttore), e una sorella, Flo. Nel 1957 la famiglia attraversa l'Atlantico e si trasferisce nel New Jersey. Bruce frequenta il college di Penns Grove, dimostrando già un certo carattere energico ed estroverso (era stato anche presidente del consiglio studentesco) e nel 1973 si iscrive al Montclair State College per studiare arte drammatica. Ha infatti scoperto che grazie alla recitazione può riuscire a controllare la balbuzie che lo contraddistingue (e per la quale veniva fastidiosamente soprannominato "Buck Buck"). Si diploma alla Penns Grove High School nel 1973.
Desideroso di sfondare nel cinema, ispirato da attori come Gary Cooper, John Wayne, Steve McQueen e Robert De Niro, suoi modelli di recitazione, il giovane Bruce comincia a svolgere vari mestieri: prima come guardia di sicurezza presso la centrale nucleare di Salem, poi come camionista per l'industria DuPont, poi come barista per il Café Central, a Manhattan - rivelatosi inadatto a fare il cameriere, era stato messo dietro il bancone - e poi addetto alle pubbliche relazioni per le distillerie Seagram (poi licenziato perché arrestato per guida in stato di ebbrezza). Si dedica alla recitazione dopo avere lavorato come investigatore privato, un ruolo che avrebbe poi interpretato nella serie Moonlighting e nel film d'azione L'ultimo boy scout. Nei primi anni ottanta lavora poi come barista nel Kamikaze Club di New York, dove conosce e coabita con l'attrice Linda Fiorentino.

### Inizi

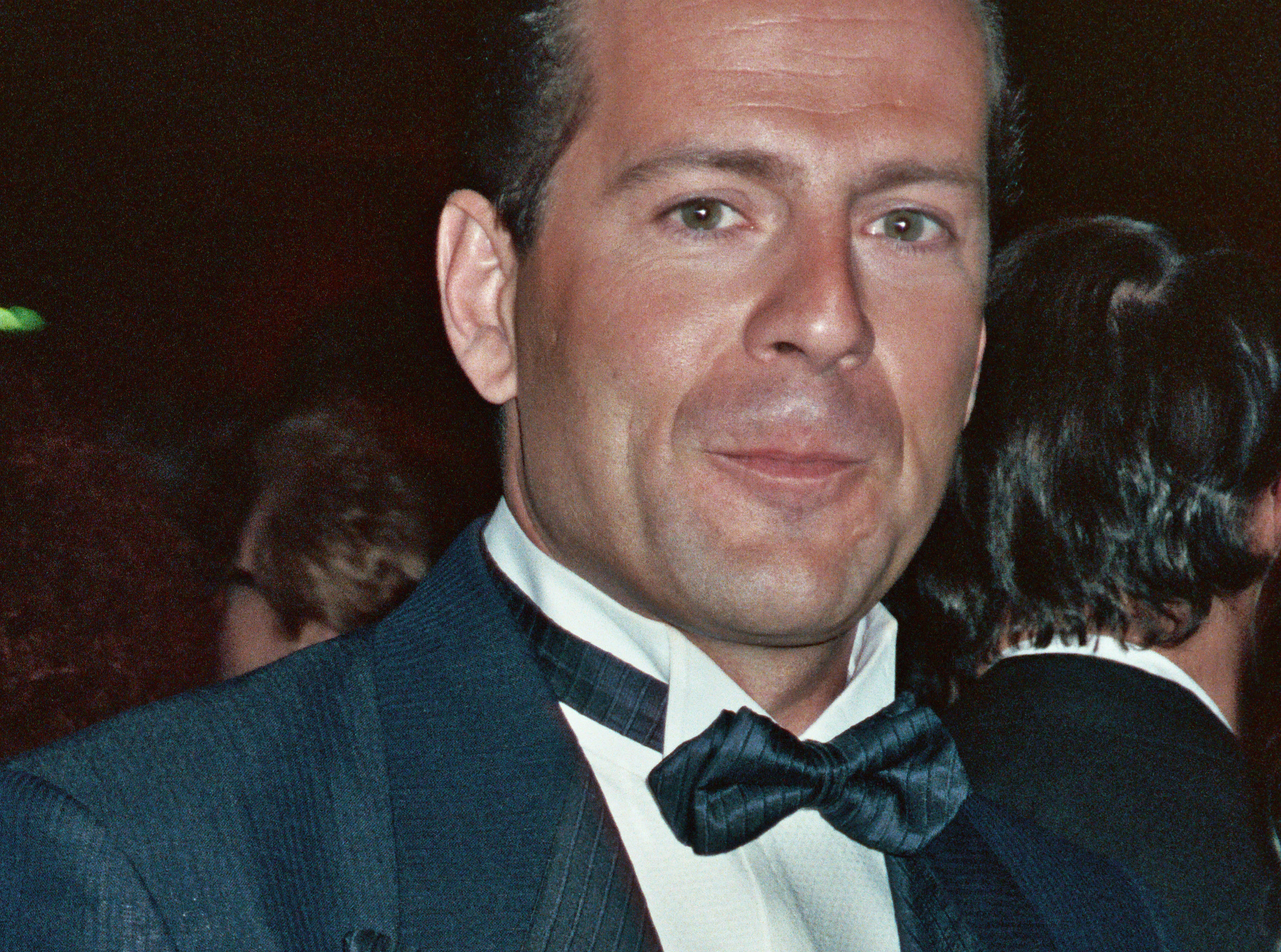
Bruce Willis ai Premi Oscar 1989

Del 1978 è il suo primo ruolo in un film, con l'apparizione in Animal House, dove interpreta uno studente che partecipa ad una partita a poker nella sede di una confraternita studentesca. Dopo essersi trasferito a Los Angeles partecipa inoltre a musical (sostituisce Ed Harris in Fool for love) e compare in Miami Vice e Ai confini della realtà e nel film Il verdetto (1982). Nel 1985 viene rifiutato nei provini per il film Cercasi Susan disperatamente con Madonna. È, comunque, presente nel video di Into the Groove dal minuto 1:14. Partecipa però ai provini per il ruolo da protagonista maschile nel telefilm Moonlighting. È l'ultimo arrivato, e si presenta in tuta e barba incolta. Apparentemente trascurato, sorprende però i produttori e l'attrice protagonista, Cybill Shepherd, con la sua disinvoltura, il suo humour e la sua energia, e gli affidano la parte. L'interpretazione del detective David Addison sarà il suo trampolino di lancio (gli frutterà un Golden Globe e un premio Emmy).
Negli anni ottanta Bruce Willis ha inciso due album di genere rhythm and blues con la sua band, Bruce Willis & The Accelerators.
Nel 1987 interpreta il film Appuntamento al buio con Kim Basinger e John Larroquette per la regia di Blake Edwards.

### Il successo
L'anno seguente, 1988, viene definitivamente consacrato grazie all'interpretazione del poliziotto John McClane in Trappola di cristallo (Die Hard), il primo film della serie di Die Hard, diretto da John McTiernan, reduce dal successo di Predator. La produzione all’inizio aveva puntato su star del cinema d'azione del calibro di Sylvester Stallone e Arnold Schwarzenegger, ma entrambi furono costretti a rinunciare. Grazie alla sua verve, unita al buon cuore e al fisico robusto, si afferma definitivamente come grande stella di film adrenalinici.
Da questo momento la sua fama non conosce ostacoli, alternando diversi generi, grandi successi al botteghino insieme con alcuni passi falsi. Con Demi Moore e con i futuri amici Sylvester Stallone, Arnold Schwarzenegger e Whoopi Goldberg fonderà la catena di ristoranti Planet Hollywood. L'investimento si rivela un grande affare ma anche l'occasione per fare nascere una lunga amicizia fra Stallone, Schwarzenegger e Willis, in quel periodo in competizione come star del cinema d'azione; la catena di ristoranti avrà subito enorme successo, poi si espande troppo velocemente e alla fine degli anni novanta finisce in bancarotta. Si rivela anche bravo scopritore di talenti: è lui a raccomandare, tra gli altri, Bonnie Bedelia per Die Hard, Michael Clarke Duncan per Il miglio verde, Billy Bob Thornton e Matthew Perry. Appassionato di musica blues e rock and roll, e suonatore di armonica a bocca, ha fondato una sua band (Bruno and the Acceleratos) e nel 1987 incide il suo primo disco, reinterpretando con divertimento ed entusiasmo alcuni brani black, raggiungendo anche la top ten. Inoltre si presta anche a produrre, doppiare cartoon, e a promuovere iniziative benefiche (soprattutto a favore dei bambini) e contro la guerra.

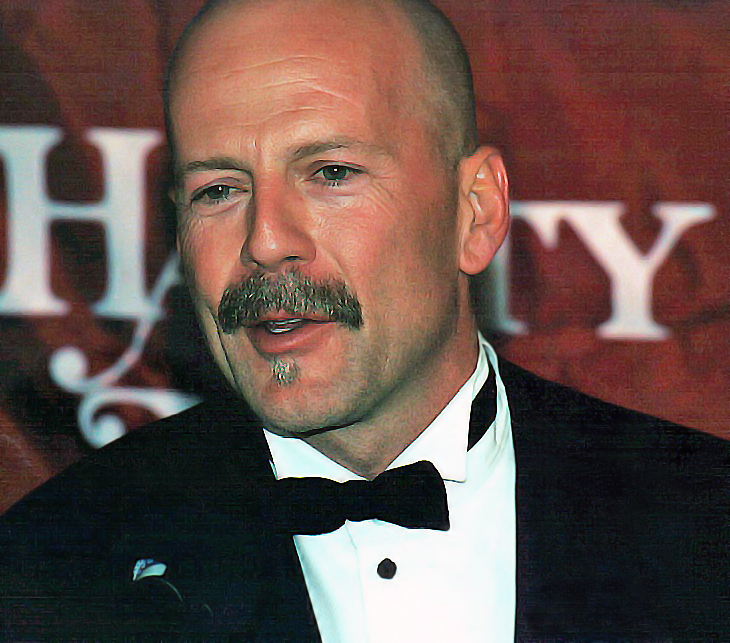
Bruce Willis nel 2002

Nel 1990 interpreta il sequel di Die Hard 58 minuti per morire - Die Harder, a cui succederà il terzo capitolo nel 1995 Die Hard - Duri a morire.
Nel 1994, dopo essersi cimentato con Jane March nel thriller erotico Il colore della notte, nominato dalla rivista Maxim come il film dalle scene di sesso migliori della storia del cinema, lascia il segno in un altro cult movie, Pulp Fiction, con Uma Thurman, John Travolta e Samuel L. Jackson, diretto da Quentin Tarantino, in cui interpreta il ruolo del pugile Butch, che doveva, nelle intenzioni iniziali di Tarantino, essere interpretato da Sylvester Stallone. Altre sue interpretazioni che rimarranno impresse nella memoria collettiva, tra la metà degli anni novanta e i primi anni duemila sono L'ultimo boy scout (1991) diretto da Tony Scott, La morte ti fa bella (1992) di Robert Zemeckis, L'esercito delle 12 scimmie (1995) dove interpreta il detenuto James Cole, Ancora vivo - Last Man Standing (1996) di Walter Hill, Il quinto elemento (1997) diretto da Luc Besson, Armageddon - Giudizio finale (1998) diretto da Michael Bay, The Sixth Sense - Il sesto senso (1999) di M. Night Shyamalan, FBI: Protezione testimoni (2000) e Unbreakable - Il predestinato (2000) sempre di M. Night Shyamalan. Con queste interpretazioni iconiche, raggiunge l'apice della sua carriera nel periodo a cavallo tra la fine degli anni novanta e l'inizio del nuovo millennio.
Nel 2001 Willis dichiara di non volere più interpretare ruoli d'azione, ma in seguito si smentirà. Infatti dopo il film drammatico di guerra Sotto corte marziale (2002), torna ai suoi ruoli da star d'azione nei film L'ultima alba (2003), FBI: Protezione testimoni 2 (2004), Hostage (2005) e Sin City (2005). In quest'ultimo film, scritto e diretto da Robert Rodriguez, Frank Miller e Quentin Tarantino e tratto dall'omonimo fumetto dello stesso Miller, Willis interpreta il detective John Hartigan. Il film ottiene un ottimo riscontro di pubblico e recensioni positive, tanto che viene prodotto un secondo capitolo nel 2014.
Nel 2007, dopo dodici anni dall'ultimo capitolo, esce nelle sale Die Hard - Vivere o morire, quarto capitolo della celebre serie con protagonista il poliziotto John McClane, che ottiene un grandissimo successo al botteghino, incassando oltre 388 milioni di dollari, diventando il film della saga con il maggiore incasso.
Nel 2010 recita con un cast di tutto rispetto, John Malkovich, Helen Mirren, Morgan Freeman, nella pellicola Red incentrata sulle vite di un gruppo di ex agenti della CIA.

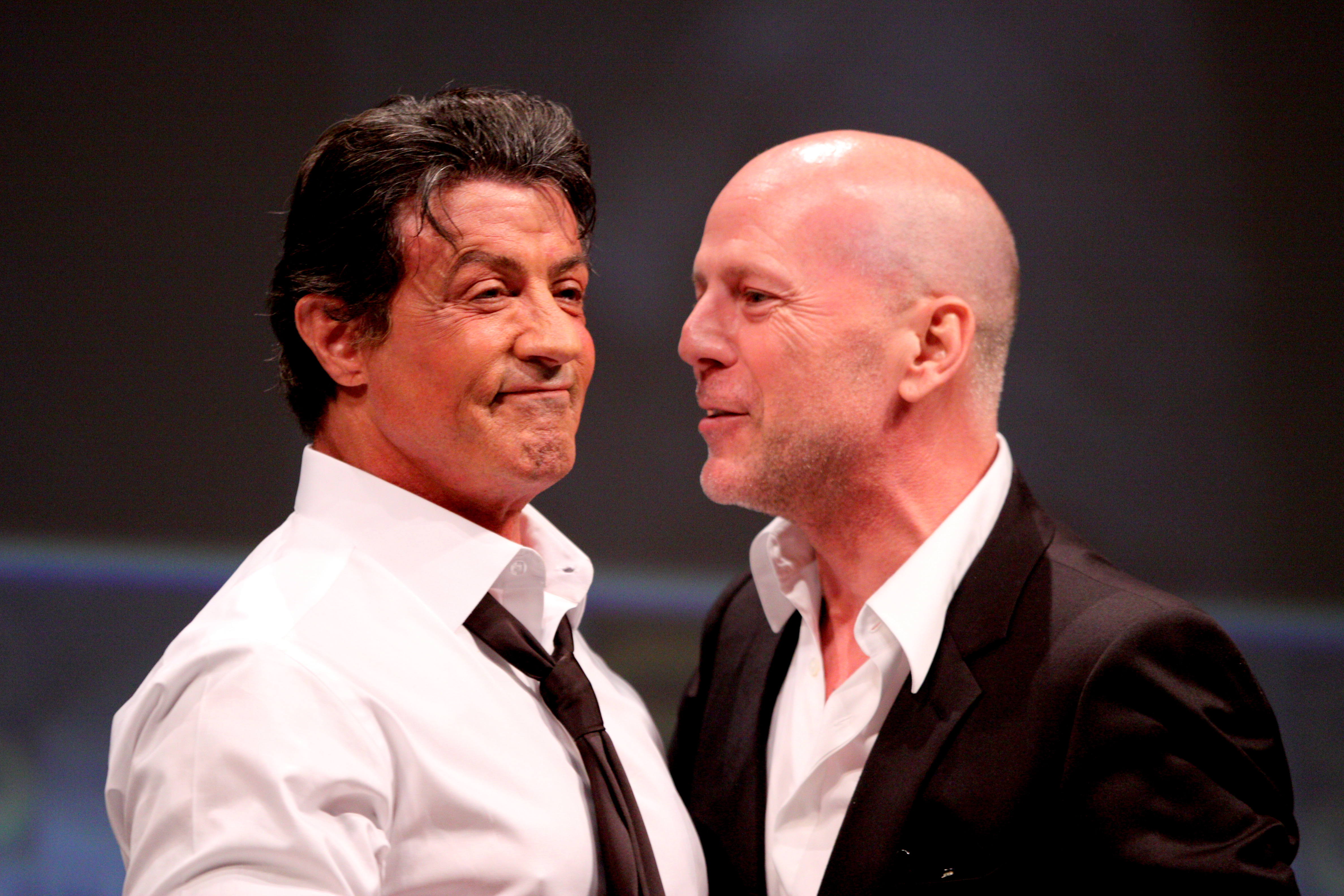
Bruce Willis con Sylvester Stallone al Comic-Con 2010

Nello stesso anno fa un cameo nel film dell'amico Sylvester Stallone I mercenari - The Expendables nei panni del misterioso Mr. Church, un potente agente della CIA che assolda gli Expendables. Nel film appare in una scena insieme agli ex comproprietari del Planet Hollywood e star dì azione degli anni ottanta e novanta Sylvester Stallone e Arnold Schwarzenegger. Era la prima volta che le tre star d'azione apparivano insieme sullo schermo. Sebbene la scena con i tre fosse breve era una delle più attese del film. Il trio ha filmato la scena in una chiesa vuota il 24 ottobre 2009.. Partecipa anche al sequel I mercenari 2 nel 2012.
Sempre nel 2010 compare nel video musicale Stylo, dall'album Plastic Beach del gruppo Gorillaz.
Dal 2011 ha partecipato a diversi film di serie B usciti in Direct-to-video, come Setup e Catch .44, in cui ha assunto soprattutto ruoli secondari.
Nel 2013 esce Die Hard - Un buon giorno per morire quinto capitolo della fortunata serie, accolto però con minore entusiasmo dei film precedenti, incassando comunque più di 304 milioni di dollari, e anche il sequel di Red intitolato Red 2. Sempre nello stesso anno Bruce Willis è fra i protagonisti, insieme a Dwayne Johnson, del film G.I. Joe - La vendetta, sequel di G.I. Joe - La nascita dei Cobra.
Nel 2014 è nuovamente nelle sale con il sequel di Sin City intitolato Sin City - Una donna per cui uccidere, diretto da Robert Rodriguez e Frank Miller, mentre viene escluso dal cast del film I mercenari 3 dopo lunghe diatribe legate al compenso.
Nel 2018 è protagonista di Il giustiziere della notte - Death Wish di Eli Roth, remake dell'omonimo film del 1974 interpretato da Charles Bronson. Anche questa volta la sua carriera si incrocia con quella dell'amico Stallone. Infatti inizialmente il progetto era stato affidato proprio a Sylvester Stallone, che avrebbe dovuto dirigerlo e interpretarlo, impegno poi saltato a causa di divergenze creative con la produzione.
Nel 2019 è protagonista di Glass, sequel del film Unbreakable - Il predestinato, che ha un grande successo al box office, incassando 247 milioni di dollari in tutto il mondo contro un budget di produzione di 20 milioni di dollari.

### Il declino e il ritiro
Nel 2022 viene creato un Razzie Award speciale alla "Peggiore interpretazione di Bruce Willis in un film del 2021", essendo l'attore apparso in otto film usciti quell'anno solare. Il 30 marzo 2022 la sua famiglia annuncia il ritiro di Willis dalla recitazione dopo che all'attore viene diagnosticata l'afasia, motivo per cui aveva scelto di apparire nel maggior numero di film (anche se di bassa qualità) prima di perdere del tutto la capacità di parlare. Al momento del suo ritiro Willis aveva completato otto film in attesa di uscita tra il 2022 e il 2023 e, a seguito di ciò, i Razzie annunciarono che il premio sarebbe stato annullato.
Il 16 febbraio 2023 la famiglia di Willis ha comunicato che le condizioni di salute dell'attore hanno subito un notevole peggioramento e che i medici gli hanno diagnosticato una demenza frontotemporale. In una dichiarazione la moglie dell'attore ha espresso la speranza che l'interesse dei media per le condizioni di salute di Bruce Willis possa aumentare l'attenzione verso questo tipo di malattia.

## Vita privata
Il 21 novembre 1987 ha sposato l'attrice Demi Moore, dalla cui unione sono nate tre figlie: Rumer (1988), Scout LaRue (1991) e Tallulah Belle (1994). Dopo la separazione, avvenuta nel 2000, Willis si è trasferito in un ranch nell'Idaho, continuando a restare vicino alle sue tre figlie. Anche se separati Willis e Demi Moore hanno scelto di non allontanarsi eccessivamente per stare vicini alle figlie. I due avevano deciso che finché le tre figlie non avessero raggiunto la maggiore età, qualora avessero voluto partecipare a film come attrici, almeno uno dei genitori avrebbe dovuto essere presente nel cast (come Hostage, dove Bruce recita con la figlia Rumer).
Tra il 2003 e il 2004 è stato fidanzato con l'attrice Brooke Burns.
Il 21 marzo 2009, nelle isole caraibiche Turks e Caicos, Willis ha sposato la modella Emma Heming, dalla quale il 1º aprile 2012 ha avuto la quarta figlia, Mabel Ray. Il 5 maggio 2014 nasce Evelyn Penn Willis, quinta figlia per Willis.
Il 18 aprile 2023 diventa nonno per la prima volta di Louetta Isley, figlia della primogenita Rumer e di Derek Richard Thomas.

## Politica
Nel 1988 sostenne la candidatura del democratico Michael Dukakis, allora governatore del Massachusetts, per la presidenza degli Stati Uniti d'America. Tuttavia nel 1992 sostenne la rielezione di George H. W. Bush, poiché apertamente oppositore di Bill Clinton. Nel 1996 si rifiutò di sostenere il repubblicano Bob Dole, poiché quest'ultimo aveva criticato il ruolo della moglie Demi Moore nel film Striptease. Si considera un elettore indipendente e libertario, con molti tratti repubblicani.
Nel 2006 dichiarò che gli Stati Uniti d'America avrebbero dovuto invadere la Colombia per annientare il traffico di droga. Il nome di Willis, insieme con altri personaggi di Hollywood, è comparso in una dichiarazione sul Los Angeles Times di agosto del 2006, dove venivano condannati gli atti di terrorismo di Hezbollah e Hamas a danno di vittime civili in Israele e in Libano.

## Sostegno alle forze armate USA

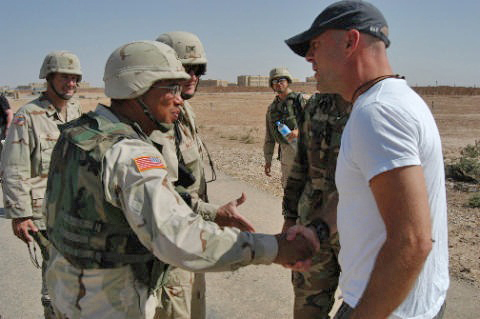
Willis incontra il generale di brigata Albert Bryant Jr. e i soldati schierati della 4ª divisione di fanteria, a Tikrit, in Iraq, durante il suo tour USO nel settembre 2003

Nel corso della sua carriera cinematografica, Willis ha interpretato diversi personaggi militari in film come Attacco al potere, Sotto corte marziale, L'ultima alba, Grindhouse - Planet Terror e G.I. Joe - La vendetta. Ma Bruce Willis, cresciuto in una famiglia di militari, è stato anche un grande sostenitore delle forze armate USA.
Nel 2002 la figlia di allora otto anni Tallulah gli suggerì di acquistare i biscotti delle Girl Scout da inviare alle truppe. Willis acquistò 12.000 scatole di biscotti, che furono distribuite ai marinai a bordo della USS John F. Kennedy e ad altre truppe di stanza in quel momento in tutto il Medio Oriente.
Nel 2003 Willis visitò l'Iraq come parte del tour USO, cantando per le truppe con la sua band, The Accelerators. Willis prese in considerazione l'idea di arruolarsi nell'esercito per aiutare a combattere la seconda guerra in Iraq, ma fu scoraggiato dalla sua età. Willis ha anche criticato i media per la loro informazione sulla guerra, lamentandosi del fatto che la stampa era più propensa a concentrarsi sugli aspetti negativi della guerra:
(Bruce Willis)

## Filmografia

### Attore

#### Cinema

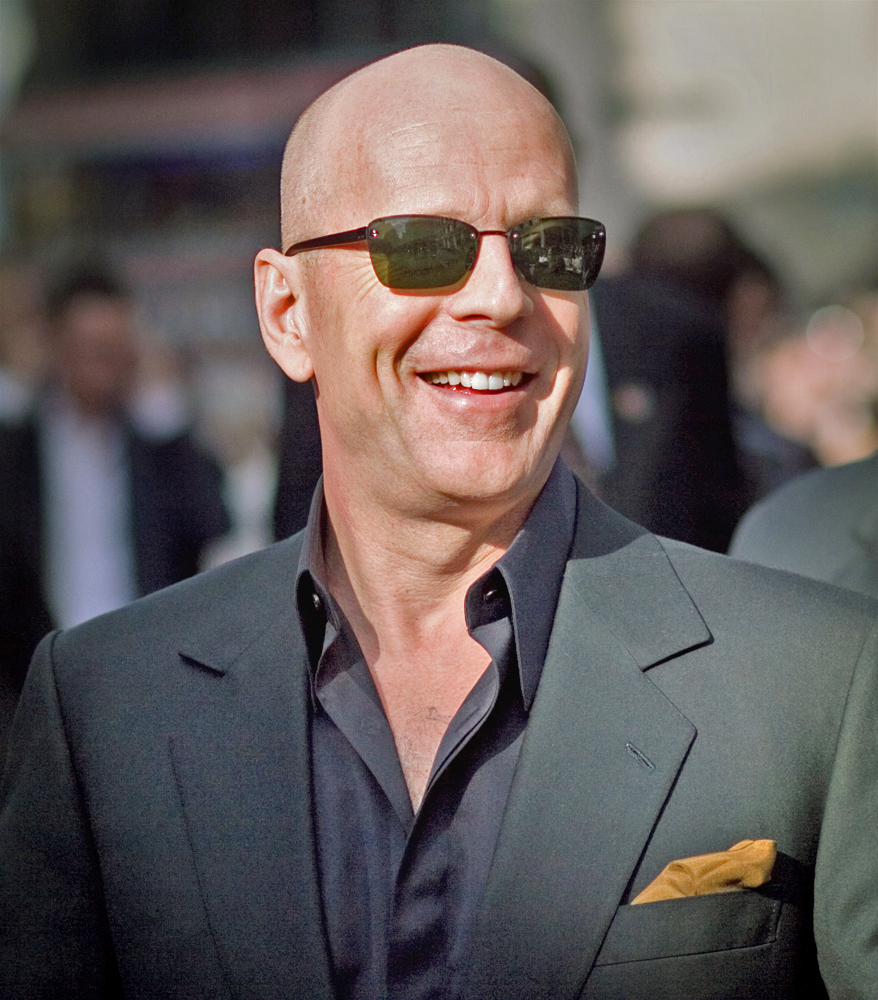
Bruce Willis alla prima di Die Hard - Vivere o morire (2007)

- Delitti inutili (The First Deadly Sin), regia di Brian G. Hutton (1980) - non accreditato
- Il verdetto (The Verdict), regia di Sidney Lumet (1982) - non accreditato
- Appuntamento al buio (Blind Date), regia di Blake Edwards (1987)
- Intrigo a Hollywood (Sunset), regia di Blake Edwards (1988)
- Trappola di cristallo (Die Hard), regia di John McTiernan (1988)
- That's Adequate, regia di Harry Hurwitz (1989) - cameo
- Vietnam - Verità da dimenticare (In Country), regia di Norman Jewison (1989)
- 58 minuti per morire - Die Harder (Die Hard 2), regia di Renny Harlin (1990)
- Il falò delle vanità (The Bonfire of the Vanities), regia di Brian De Palma (1990)
- L'ombra del testimone (Mortal Thoughts), regia di Alan Rudolph (1991)
- Hudson Hawk - Il mago del furto (Hudson Hawk), regia di Michael Lehmann (1991)
- Billy Bathgate - A scuola di gangster (Billy Bathgate), regia di Robert Benton (1991)
- L'ultimo boy scout (The Last Boy Scout), regia di Tony Scott (1991)
- La morte ti fa bella (Death Becomes Her), regia di Robert Zemeckis (1992)
- I protagonisti (The Player), regia di Robert Altman (1992) - cameo
- Palle in canna (Loaded Weapon 1), regia di Gene Quintano (1993) - cameo
- Impatto imminente (Striking Distance), regia di Rowdy Herrington (1993)
- Genitori cercasi (North), regia di Rob Reiner (1994)
- Il colore della notte (Color of Night), regia di Richard Rush (1994)
- Pulp Fiction, regia di Quentin Tarantino (1994)
- La vita a modo mio (Nobody's Fool), regia di Robert Benton (1994)
- Die Hard - Duri a morire (Die Hard: With a Vengeance), regia di John McTiernan (1995)
- Four Rooms episodio L'uomo di Hollywood, regia di Quentin Tarantino (1995) - non accreditato
- L'esercito delle 12 scimmie (Twelve Monkeys), regia di Terry Gilliam (1995)
- Ancora vivo - Last Man Standing (Last Man Standing), regia di Walter Hill (1996)
- Il quinto elemento (Le cinquième élément), regia di Luc Besson (1997)
- The Jackal, regia di Michael Caton-Jones (1997)
- Codice Mercury (Mercury Rising), regia di Harold Becker (1998)
- Armageddon - Giudizio finale (Armageddon), regia di Michael Bay (1998)
- Attacco al potere (The Siege), regia di Edward Zwick (1998)
- La colazione dei campioni (Breakfast of Champions), regia di Alan Rudolph (1999)
- The Sixth Sense - Il sesto senso (The Sixth Sense), regia di M. Night Shyamalan (1999)
- Storia di noi due (The Story of Us), regia di Rob Reiner (1999)
- FBI: Protezione testimoni (The Whole Nine Yards), regia di Jonathan Lynn (2000)
- Faccia a faccia (The Kid), regia di Jon Turteltaub (2000)
- Unbreakable - Il predestinato (Unbreakable), regia di M. Night Shyamalan (2000)
- Bandits, regia di Barry Levinson (2001)
- Sotto corte marziale (Hart's War), regia di Gregory Hoblit (2002)
- Grand Champion, regia di Barry Tubb (2002) - cameo
- L'ultima alba (Tears of the Sun), regia di Antoine Fuqua (2003)
- Charlie's Angels - Più che mai (Charlie's Angels: Full Throttle), regia di McG (2003) - cameo non accreditato
- FBI: Protezione testimoni 2 (The Whole Ten Yards), regia di Howard Deutch (2004)
- Ocean's Twelve, regia di Steven Soderbergh (2004) - cameo
- Hostage, regia di Florent Emilio Siri (2005)
- Sin City, regia di Frank Miller e Robert Rodriguez (2005)
- Alpha Dog, regia di Nick Cassavetes (2006)
- Slevin - Patto criminale (Lucky Number Slevin), regia di Paul McGuigan (2006)
- Solo 2 ore (16 Blocks), regia di Richard Donner (2006)
- Fast Food Nation, regia di Richard Linklater (2006)
- The Astronaut Farmer, regia di Michael Polish (2006) - cameo non accreditato
- Grindhouse - Planet Terror (Planet Terror), regia di Robert Rodríguez (2007)
- Perfect Stranger, regia di James Foley (2007)
- Die Hard - Vivere o morire (Live Free or Die Hard), regia di Len Wiseman (2007)
- Nancy Drew, regia di Andrew Fleming (2007) - cameo non accreditato
- The Assassination - Al centro del complotto (Assassination of a High School President), regia di Brett Simon (2008)
- Disastro a Hollywood (What Just Happened?), regia di Barry Levinson (2008)
- Il mondo dei replicanti (Surrogates), regia di Jonathan Mostow (2009)
- Poliziotti fuori - Due sbirri a piede libero (Cop Out), regia di Kevin Smith (2010)
- I mercenari - The Expendables (The Expendables), regia di Sylvester Stallone (2010) - cameo
- Red, regia di Robert Schwentke (2010)
- Joaquin Phoenix - Io sono qui! (I'm Still Here), regia di Casey Affleck (2010) - cameo
- The Black Mamba, regia di Robert Rodriguez – cortometraggio (2011)
- Setup, regia di Mike Gunther (2011)
- Catch .44, regia di Aaron Harvey (2011)
- Una ragazza a Las Vegas (Lay the Favorite), regia di Stephen Frears (2012)
- La fredda luce del giorno (The Cold Light of Day), regia di Mabrouk El Mechri (2012)
- Moonrise Kingdom - Una fuga d'amore (Moonrise Kingdom), regia di Wes Anderson (2012)
- I mercenari 2 (The Expendables 2), regia di Simon West (2012)
- Fire with Fire, regia di David Barrett (2012)
- Looper, regia di Rian Johnson (2012)
- Die Hard - Un buon giorno per morire (A Good Day to Die Hard), regia di John Moore (2013)
- G.I. Joe - La vendetta (G.I. Joe: Retaliation), regia di Jon M. Chu (2013)
- Red 2, regia di Dean Parisot (2013)
- Sin City - Una donna per cui uccidere (Sin City: A Dame to Kill For), regia di Robert Rodríguez e Frank Miller (2014)
- The Prince - Tempo di uccidere (The Prince), regia di Brian A. Miller (2014)
- Vice, regia di Brian A. Miller (2015)
- Rock the Kasbah, regia di Barry Levinson (2015)
- Extraction, regia di Steven C. Miller (2015)
- Resa dei conti - Precious Cargo (Precious Cargo), regia di Max Adams (2016)
- I predoni (Marauders), regia di Steven C. Miller (2016)
- Split, regia di M. Night Shyamalan (2016) - cameo non accreditato[68]
- C'era una volta a Los Angeles (Once Upon a Time in Venice), regia di Mark Cullen e Robb Cullen (2017)
- First Kill, regia di Steven C. Miller (2017)
- Acts of Violence, regia di Brett Donowho (2018)
- Il giustiziere della notte - Death Wish (Death Wish), regia di Eli Roth (2018)
- Reprisal, regia di Brian A. Miller (2018)
- The Bombing - La battaglia di Chongqing (Air Strike), regia di Xiao Feng (2018)
- Between Two Ferns - Il film (Between Two Ferns - The Movie), regia di Scott Aukerman (2019)
- Glass, regia di M. Night Shyamalan (2019)
- Motherless Brooklyn - I segreti di una città (Motherless Brooklyn), regia di Edward Norton (2019)
- 10 Minutes Gone, regia di Brian A. Miller (2019)
- Trauma Center - Caccia al testimone (Trauma Center), regia di Matt Eskandari (2019)
- Survive the Night, regia di Matt Eskandari (2020)
- Hard Kill, regia di Matt Eskandari (2020)
- Breach - Incubo nello spazio (Breach), regia di John Suits (2020)
- Cosmic Sin, regia di Edward Drake (2021)
- Midnight in the Switchgrass - Caccia al serial killer, regia di Randall Emmett (2021)
- Fuori dalla legge (Out of Death), regia di Mike Burns (2021)
- Survive the Game, regia di James Cullen Bressack (2021)
- Apex, regia di Edward Drake (2021)
- Deadlock, regia di Jared Cohn (2021)
- Fortress - La fortezza (Fortress), regia di James Cullen Bressack (2021)
- American Siege, regia di Edward Drake (2021)
- Gasoline Alley, regia di Edward Drake (2022)
- A Day to Die - Un giorno per morire (A Day to Die), regia di Wes Miller (2022)
- Corrective Measures, regia di Sean O'Reilly (2022)
- Fortress: Sniper's Eye, regia di Josh Sternfeld (2022)
- Vendetta, regia di Jared Cohn (2022)
- White Elephant - Codice criminale (White Elephant), regia di Jesse V. Johnson (2022)
- Wrong Place - La vendetta (Wrong Place), regia di Mike Burns (2022)
- Wire Room - Sorvegliato speciale (Wire Room), regia di Matt Eskandari (2022)
- Detective Knight - La notte del giudizio (Detective Knight: Rogue), regia di Edward Drake (2022)
- Paradise City, regia di Chuck Russell (2022)
- Detective Knight - Giorni di fuoco (Detective Knight: Redemption), regia di Edward Drake (2022)
- Detective Knight - Fine dei giochi (Detective Knight: Independence), regia di Edward Drake (2023)
- Assassin, regia di Jesse Atlas (2023)

#### Televisione
- Ein Guru kommt, regia di Rainer Erler – film TV (1980) - non accreditato
- Miami Vice – serie TV, episodio 1x06 (1984)
- Ai confini della realtà (The Twilight Zone) – serie TV, episodio 1x01 (1985)
- Moonlighting – serie TV, 66 episodi (1985-1989)
- Seagram's: At a Bar – cortometraggio (1986)
- The Return of Bruno, regia di James Yukich – film TV (1987)
- Pappa e ciccia (Roseanne) – serie TV, episodio 1x22 (1989) - non accreditato
- Innamorati pazzi (Mad About You) – serie TV, episodio 5x24 (1997)
- Ally McBeal – serie TV, episodio 2x12 (1999)
- Friends – serie TV, episodi 6x21-6x22-6x23 (2000)
- True West, regia di Gary Halvorson – film TV (2002)
- That '70s Show – serie TV, episodio 8x04 (2005)

#### Video musicali
- Bruce Willis: Respect Yourself di Bruce Willis, regia di James Yukich (1987)
- Gorillaz Featuring Mos Def and Bobby Womack: Stylo dei Gorillaz, regia di Peter Candeland e Jamie Hewlett (2010)

### Doppiatore
- Senti chi parla (Look Who's Talking), regia di Amy Heckerling (1989)
- Senti chi parla 2 (Look Who's Talking Too), regia di Amy Heckerling (1990)
- Beavis & Butt-Head alla conquista dell'America (Beavis and Butt-Head Do America), regia di Mike Judge (1996)
- Bruno the Kid – serie TV, 1 episodio (1996-1997)
- Bruno the Kid: The Animated Movie (1996)
- The Fifth Element – videogioco (1998)
- Apocalypse – videogioco (1998)
- Die Hard Trilogy – videogioco (1998)
- Die Hard Trilogy 2: Viva Las Vegas – videogioco (2000)
- I Rugrats nella giungla (Rugrats Go Wild!), regia di John Eng e Norton Virgien (2003)
- La gang del bosco (Over the Hedge), regia di Tim Johnson e Karey Kirkpatrick (2006)
- L'avventura di Hammy con il boomerang (Hammy's Boomerang Adventure), regia di Will Finn – cortometraggio (2006)
- Family Guy: The Quest for Stuff – videogioco (2014)
- The Orville – serie TV, episodio 2x07 (2019)
- The LEGO Movie 2 - Una nuova avventura (The Lego Movie 2: The Second Part), regia di Mike Mitchell (2019)

## Discografia

### Album
- 1987 – The Return of Bruno (Motown/Razor & Tie)
- 1987 – If It Don't Kill You, It Just Makes You Stronger (Motown)

### Raccolte
- 1989 – Not Just A Filmstar - The Best Of Bruce Willis
- 1997 – Bruce Willis
- 1999 – Classic Bruce Willis
- 2000 – Millennium
- 2001 – Classic Bruce Willis: The Universal Masters Collection (PolyGram)
- 2004 – The Ultimate Collection

### Audiolibri
- 1993 - Piège En Eaux Troubles (Striking Distance)
- 2001 – Speak Up

### Singoli
- 1986 – Respect Yourself (Motown)
- 1987 – Under the Boardwalk (Motown)
- 1987 – Secret Agent Man – James Bond is Back (Motown)
- 1987 – Young Blood (Motown)
- 1987 – Comin' Right Up (Motown)
- 1989 – Save the Last Dance for Me (Motown)
- 1989 – Turn It Up (A Little Louder) (Motown)

### Partecipazioni
- 1986 – AA.VV. Moonlighting, con il brano Good Lovin  (MCA)
- 1991 – AA.VV. Hudson Hawk, con i brani Swinging on a Star e Side by Side (Varèse Sarabande)
- 2003 – AA.VV. Rugrats Go Wild, con i brani Lust for Life e Big Bad Cat (Hollywood Records)

### Collaborazioni
- 2008 – Blues Traveler North Hollywood Shootout, nel brano Free Willis (Ruminations from Behind Uncle Bob's Machine Shop)

## Videografia
- 1987 - The Return of Bruno

## Riconoscimenti
- Golden Globe

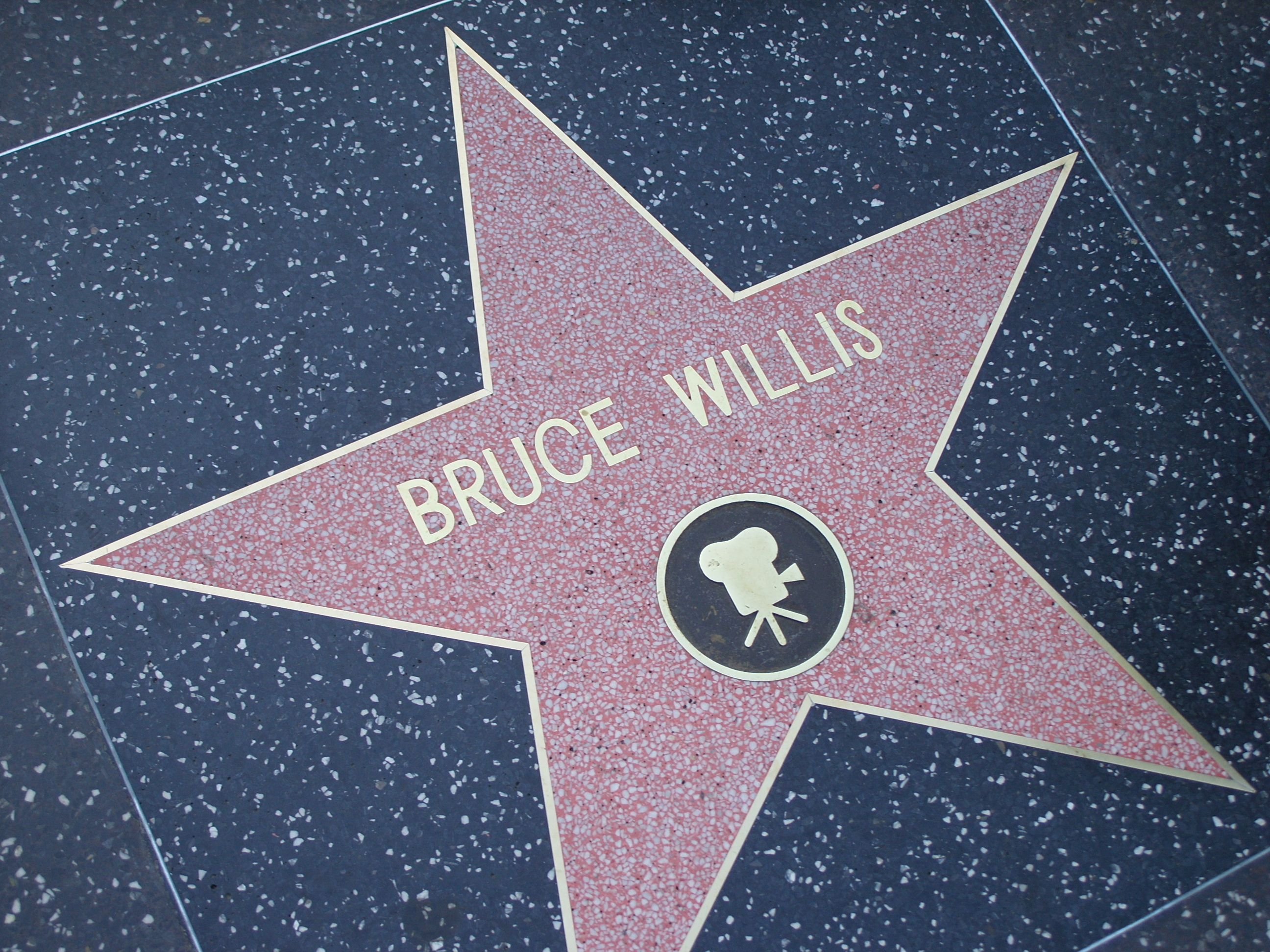
La Stella di Willis sulla Hollywood Walk of Fame

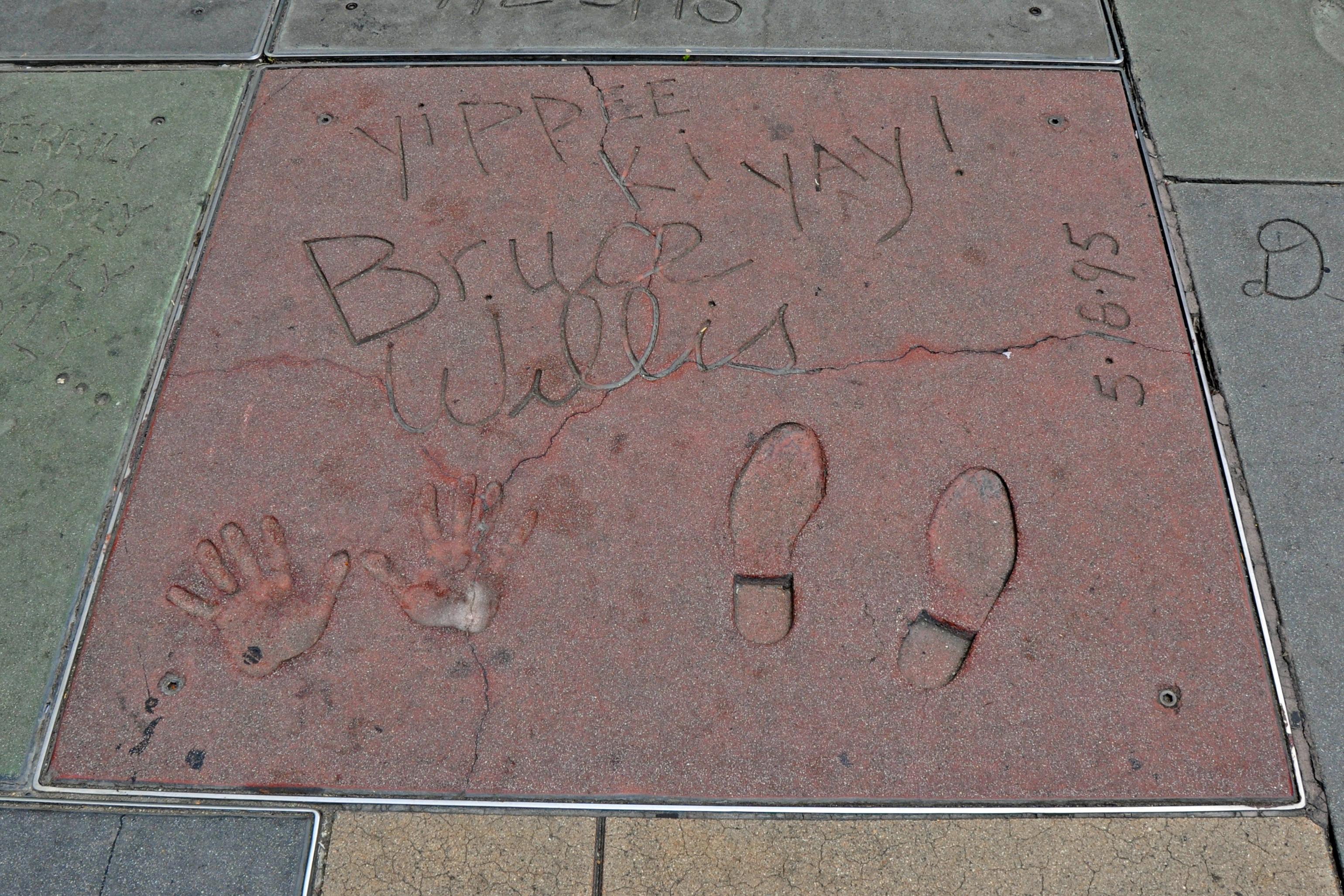
Impronte di Bruce Willis al Grauman's Chinese Theatre

  - 1986 – Candidatura per il Miglior attore in una serie commedia o musicale per Moonlighting
  - 1987 – Miglior attore in una serie commedia o musicale per Moonlighting
  - 1988 – Candidatura per il Miglior attore in una serie commedia o musicale per Moonlighting
  - 1990 – Candidatura per il Miglior attore non protagonista per Vietnam - Verità da dimenticare
- American Comedy Award
  - 1993 – Candidatura all'attore più divertente per La morte ti fa bella
- Blockbuster Entertainment Awards
  - 1999 – Miglior attore in un film di fantascienza] per Armageddon - Giudizio finale
  - 1999 – Miglior Attore non protagonista in un film di suspense per Attacco al potere
  - 2000 – Miglior attore in un film di suspense per The Sixth Sense - Il sesto senso
- Hollywood Walk of Fame
  - 2006 - Motion Picture, al 6915 di Hollywood Boulevard
- Independent Spirit Awards
  - 2013 – Candidatura al miglior attore non protagonista per Moonrise Kingdom - Una fuga d'amore
- MTV Movie Awards
  - 1992- Candidatura alla Miglior coppia (condiviso con Damon Wayans) per L'ultimo boy scout
  - 2000 – Candidatura alla Miglior coppia (condiviso con Haley Joel Osment) per The Sixth Sense - Il sesto senso
  - 2000 – Candidatura al Miglior attore protagonista per The Sixth Sense - Il sesto senso
- People's Choice Awards
  - 1986 - Attore preferito in una nuova serie televisiva per Moonlighting
  - 1986 - Candidatura all'attore televisivo preferito per Moonlighting
  - 1987 - Candidatura all'attore televisivo preferito per Moonlighting
  - 2000 - Candidatura all'attore cinematografico preferito
  - 2008 - Candidatura alla star maschile cinematografica preferita
  - 2008 - Candidatura all'attore preferito in un film d'azione
- Premio Emmy
  - 1986 – Candidatura per il Miglior attore in una serie drammatica per Moonlighting
  - 1987 – Miglior attore in una serie drammatica per Moonlighting
  - 2000 – Miglior guest star in una serie comica o commedia per Friends
- Razzie Awards
  - 1991 – Candidatura al peggior attore protagonista per Hudson Hawk - Il mago del furto
  - 1991 – Peggior sceneggiatura per Hudson Hawk - Il mago del furto
  - 1994 – Candidatura al peggior attore protagonista per Il colore della notte
  - 1994 – Candidatura al peggior attore protagonista per Genitori cercasi
  - 1998 – Peggior attore protagonista per Armageddon - Giudizio finale
  - 1998 – Peggior attore protagonista per Codice Mercury
  - 1998 – Peggior attore protagonista per Attacco al potere
  - 2018 – Candidatura al peggior attore protagonista per Il giustiziere della notte - Death Wish
  - 2019 – Candidatura al peggior attore non protagonista per Glass
  - 2020 – Candidatura al peggior attore non protagonista per Hard Kill
  - 2020 – Candidatura al peggior attore non protagonista per Survive the Night
  - 2020 – Candidatura al peggior attore non protagonista per Breach - Incubo nello spazio
  - 2021 – Candidatura alla peggior performance di Bruce Willis in un film del 2021 per American Siege[69]
  - 2021 – Candidatura alla peggior performance di Bruce Willis in un film del 2021 per Apex
  - 2021 – Candidatura alla peggior performance di Bruce Willis in un film del 2021 per Cosmic Sin
  - 2021 – Candidatura alla peggior performance di Bruce Willis in un film del 2021 per Deadlock
  - 2021 – Candidatura alla peggior performance di Bruce Willis in un film del 2021 per 2013 - La fortezza
  - 2021 – Candidatura alla peggior performance di Bruce Willis in un film del 2021 per Midnight in the Switchgrass - Caccia al serial killer
  - 2021 – Candidatura alla peggior performance di Bruce Willis in un film del 2021 per Fuori dalla legge
  - 2021 – Candidatura alla peggior performance di Bruce Willis in un film del 2021 per Survive the Game
- Saturn Award
  - 1993 – Candidatura al miglior attore protagonista per La morte ti fa bella
  - 1996 – Candidatura al miglior attore protagonista per L'esercito delle 12 scimmie
  - 1999 – Candidatura al miglior attore protagonista per Armageddon - Giudizio finale
  - 2000 – Candidatura al miglior attore protagonista per The Sixth Sense - Il sesto senso
- St. Louis Gateway Film Critics Association Award
  - 2013 – Miglior attore non protagonista per Moonrise Kingdom - Una fuga d'amore

## Doppiatori italiani
Nelle versioni in italiano delle opere in cui ha recitato Bruce Willis è stato doppiato da:
- Angelo Maggi in The Sixth Sense - Il sesto senso, Unbreakable - Il predestinato, Bandits, Slevin - Patto criminale, Perfect Stranger, Disastro a Hollywood, Red, Setup, Catch .44, La fredda luce del giorno, Moonrise Kingdom - Una fuga d'amore, G.I. Joe - La vendetta, Red 2, Rock the Kasbah, Split, C'era una volta a Los Angeles, First Kill, Il giustiziere della notte - Death Wish, Glass, Motherless Brooklyn - I segreti di una città, Cosmic Sin,  Midnight in the Switchgrass - Caccia al serial killer, Fuori dalla legge, Survive the Game, Fortress - La fortezza, Gasoline Alley, A Day to Die - Un giorno per morire, Fortress: Sniper's Eye, Vendetta, Wrong Place - La vendetta,  Wire Room - Sorvegliato speciale, Detective Knight - La notte del giudizio, Paradise City, Detective Knight - Giorni di fuoco, Detective Knight - Fine dei giochi, Assassin
- Luca Biagini in L'esercito delle 12 scimmie, Codice Mercury, Ocean's Twelve, Poliziotti fuori - Due sbirri a piede libero, Una ragazza a Las Vegas, The Prince - Tempo di uccidere, I predoni, Reprisal, 10 Minutes Gone, Trauma Center - Caccia al testimone, Survive the Night, Hard Kill
- Marco Mete in Appuntamento al buio, Il falò delle vanità, L'ombra del testimone, Hudson Hawk - Il mago del furto, Billy Bathgate - A scuola di gangster, L'ultimo boy scout, La morte ti fa bella, Impatto imminente, Friends, FBI: Protezione testimoni, Charlie's Angels - Più che mai
- Claudio Sorrentino in Die Hard - Duri a morire, Ancora vivo - Last Man Standing, Alpha Dog, Grindhouse - Planet Terror, Die Hard - Vivere o morire, I mercenari - The Expendables, I mercenari 2, Die Hard - Un buon giorno per morire, Acts of Violence
- Mario Cordova in Miami Vice, Moonlighting, Genitori cercasi, Il colore della notte, Pulp Fiction, Attacco al potere, Storia di noi due, Extraction, Resa dei conti - Precious Cargo
- Massimo Rossi in Faccia a faccia, Sin City, Il mondo dei replicanti, Fire with Fire, Looper, Sin City - Una donna per cui uccidere, Vice
- Massimo Corvo in Vietnam - Verità da dimenticare, Il quinto elemento, Sotto corte marziale, L'ultima alba, Hostage, Fast Food Nation
- Roberto Pedicini in Trappola di cristallo, La colazione dei campioni, Corrective Measures
- Francesco Pannofino in FBI: Protezione testimoni 2, Solo 2 ore, Nancy Drew
- Natale Ciravolo in Ally McBeal, The Bombing - La battaglia di Chongqing
- Gianfranco Gamba in Ai confini della realtà
- Sandro Acerbo in Intrigo a Hollywood
- Oreste Rizzini in 58 minuti per morire - Die Harder
- Gino La Monica ne I protagonisti
- Saverio Indrio in Innamorati pazzi
- Francesco Prando in Palle in canna
- Luca Ward ne La vita a modo mio
- Paolo Buglioni in Four Rooms
- Massimo Venturiello in The Jackal
- Massimo Popolizio in Armageddon - Giudizio finale
- Marco Bonetti in Grand Champion
- Fabrizio Russotto in The Assassination - Al centro del complotto
- Mario Bombardieri in Breach - Incubo nello spazio

Come doppiatore è stato sostituito da:
- Mario Cordova in Apocalypse, Die Hard Trilogy, Die Hard Vendetta
- Paolo Villaggio in Senti chi parla, Senti chi parla 2
- Francesco Pezzulli in Bruno the Kid
- Roberto Pedicini in Die Hard Trilogy 2: Viva Las Vegas
- Franco Mannella ne I Rugrats nella giungla
- Luca Ward ne La gang del bosco
- Antonio Sanna in L'avventura di Hammy con il boomerang
- Marco Mete in The LEGO Movie 2 - Una nuova avventura